# 十月初十
十月初十，农历十月第十天。

## 大事记
- 蘇府二王爺聖誕千秋統一例祭日。

## 出生
- 1835年，清宣宗道光十五年 — 慈禧太后

## 节假日和习俗
十成節
农历十月初十，是中国传统的丰收节，主要是庆祝一年的丰收，祭祀丰收神“炎帝神农氏”。民间认为是“十全十美”的吉日，每年这天，在外地工作的子女都必须回老家过节，包括出嫁的女儿也要带着老公和小孩一起回来，和娘家人团聚。 
来源：http://news.gxnews.com.cn/staticpages/20111106/newgx4eb66052-4310522.shtml（页面存档备份，存于）

## 参看
- 日历
- 十月初八 - 十月初九 - 十月初十 - 十月十一 - 十月十二
- 九月初十 - 十月初十 - 十一月初十
- 正月 - 二月 - 三月 - 四月 - 五月 - 六月 - 七月 - 八月 - 九月 - 十月 - 十一月 - 腊月
- 公历10月10日